# Audrey Hollander
Lindsay Gene Abston Brush, även känd som Audrey Hollander, född 4 november 1979 (? - enligt hennes webbsida föddes hon 1984)[källa behövs] i Alexandria, Virginia, är en amerikansk porrskådespelerska. Hon gjorde sin debut 2001 och har sedan dess medverkat i över 100 filmer. Hon vann pris för bästa kvinnliga aktris på AVN Awards 2006. I ett flertal filmer agerar hon tillsammans med sin man, Otto Bauer.

## Priser
- 2005: AVN Award – Best All-Girl Sex Scene (Video) – The Violation of Audrey Hollander (tillsammans med Ashley Blue, Brodi, Gia Paloma, Kelly Kline & Tyla Wynn)
- 2006 Venus Paris Fair / EuroEline Awards : 
  - Best International Actress (Audrey Hollander)
  - Best International Actor (OttoBauer)
  - Best International Gonzo Line Mach2 : Almost Virgin
- 2006 AVN Award: "Female Performer of the Year"
- 2006 AVN Award: "Best Anal Sex Scene - Film "Sentenced" with Otto Bauer